# Giasone Tomassucci
Giasone Tomassucci (Arrone, 8 novembre 1896 – Roma, 6 settembre 1976) è stato un liutaio italiano.
È ricordato come uno dei principali liutai del Novecento operanti in Lazio. Consigliere e membro del Collegio Peritale dell'ANLAI, è ben noto ai liutologi, collezionisti, e virtuosi di fama internazionale per la meticolosa precisione, in tutti i particolari, dei suoi strumenti nuovi; per la sua competenza nella correzione e "messa a punto" di strumenti riottosi; per la quasi miracolosa perizia nell'eseguire difficoltosi lavori di restauro, in cui eccelle per gli invisibili innesti lignei e i perfetti, irriconoscibili ritocchi di vernice per i quali è un vero specialista". Costruì, oltre a liuteria ad arco di notevole fattura (su modelli Amati e Stradivari, successivamente su modello proprio), anche strumenti a pizzico e a fiato; tuttavia la sua produzione di strumenti fu limitata, poiché si dedicò principalmente al restauro, riparazione e messa a punto dei numerosissimi strumenti che venivano affidati alle sue cure. Fu autore di uno stimabile studio sulle gomme, resine e solventi..

## Biografia
Nel 1911 non ancora quindicenne (ma già inquadrato nella banda musicale della natìa Arrone), da autodidatta prese a costruirsi lo strumento che suonava: un clarinetto, che riuscì perfetto, partendo dalla costruzione del tornio (a partire da una macchina da cucire a pedale) e tutto il resto dell'attrezzatura
Richiamato alle armi negli ultimi mesi del 1915, giunse in "territorio in stato di guerra" nel Marzo 1916 e vi rimase fino alla fine della guerra come fante, raggiungendo il grado di Sergente.
Dopo la guerra riprese l'attività di liutaio ad Arrone, nei primi anni 20' si trasferì poi a Spoleto dove lavorò nella bottega del Maestro Eleuterio Leonardi. Renee Vannes nel suo Dictionnaire universel des luthiers, lo enuncia come "allievo prediletto di Eleuterio Leonardi".
Su "Il Giornale D'Italia" del 11 Febbraio 1922, nelle pagine riservate alle notizie provenienti dall'Umbria, comparve un trafiletto dal titolo "Banchetto ad un artista": in data 10 Febbraio 1922, a Spoleto, un gruppo di amici ed ammiratori aveva offerto "un signorile banchetto" al "giovane e celebre liutista" Tomassucci; a seguire venne organizzato un "concertino di egregi professori d'orchestra" che intrattenne i convenuti con uno scelto programma musicale, suonando gli strumenti ad arco costruiti "dal bravo Tomassucci, che è anche un valoroso reduce di guerra". L'articolo si chiude con i "migliori auguri all'arte sua divina".
Nel 1926 da Spoleto si trasferì a Roma.
Durante gli anni di lavoro nella Capitale, si trovò a dover fronteggiare una concorrenza particolarmente agguerrita ed ostile verso le nuove emergenze del settore, ma diventò ben presto un importante punto di riferimento della liuteria romana. La rivista "ARTI" a firma di Lorenzo Sabbatucci pubblicò un caratteristico profilo del Tomassucci come "Liutaio poeta" rendendo nota la sua vasta cultura oltre la notevole abilità professionale, soprattutto nel ramo del restauro dove il Tomassucci "ha compiuto veri miracoli e ne fanno fede numerosi attestati, specie stranieri". Definì infatti Giasone Tomassucci, come un "coltissimo liutaio italiano, che diede un ragguardevole saggio del proprio sapere con il suo articolo "Il violino non si tocca", che suscitò tanto interesse negli ambienti musicali per l'originalità di taluni dati assolutamente inediti sul vario rendimento acustico degli strumenti ad arco attraverso il tempo. Articolo che solo un maestro di sicuro ingegno e lunga esperienze in materia poteva scrivere con tanta sicurezza". Sabbatucci inoltre precisa che per il Tomassucci "nella liuteria non v'è argomento che egli non abbia cercato di penetrare dal lato storico-tecnico-costruttivo e artistico, con l'ausilio di solide nozioni di fisica, di chimica e di botanica grazie alle quali il nostro lavora, ricerca e sperimenta senza tregua con mano, occhio, mente e memoria eccezionali, in un continuo affinamento delle proprie acquisizioni". Il Tomassucci "senza limitare la sua fervida attività alla sola liuteria, padroneggia una vasta cultura scientifica e umanistica, soccorso da ferrea memoria, unisce una erudizione storico geografica sbalorditiva, cui aggiunge attitudini di cartografo, disegnatore tecnico, calligrafo, miniaturista, in tutto degne della sua rarissima perizia nell'arte dell'intarsio".
Il 13 novembre 1931 in occasione della visita di Benito Mussolini del nuovo impianto idroelettrico del Medio Nera in Valnerina (Terni), i gerarchi arronesi vollero omaggiare il duce di un violino costruito da un "figlio dell'Umbria verde". Ne venne quindi commissionata la realizzazione a Giasone Tomassucci, che per l'occasione rientrò ad Arrone da Roma consegnando loro lo strumento e impreziosendo la "pergamena accompagnatoria" definendo poeticamente il violino come "...sottile prigione di suoni, modesta paziente opera di un figlio di questa terra...". Tali fatti trovarono spazio in prima pagina del "Il Messaggero" del 15 Novembre 1931.
Nel 1949 partecipò alla Mostra-Concorso Internazionale di Liuteria Contemporanea ottenendo una "menzione onorevole per violino": lo strumento in questione venne inscritto nel Registro del Violino del museo civico di Cremona con il numero 34.
La maestria di Tomassucci è comprovata da questo episodio: sabato 25 marzo 1961, il violinista Bronisław Gimpel, a seguito di un gravissimo incidente occorso al suo violino di scuola bolognese del 1700 ("asportazione totale di un pezzo del piano armonico, partendo da una linea tangente al taglio interno del foro armonico destro sino in fondo, compreso l'angolo inferiore destro e tutto il bordo con relativa filettatura"), venne indirizzato da alcuni musicisti dell'Accademia Nazionale di Santa Cecilia presso il Tomassucci, che riuscì a riparare in meno di 24 ore di lavoro il danno rendendolo praticamente invisibile, ricreando una vernice dello stesso colore stesa sulla frattura in oltre 15 strati, restituendo all'incredulo artista lo strumento non solo in perfetta efficienza, ma con un suono migliore di prima (!) ed in tempo per il concerto programmato. Il Maestro Gimpel affrontò con tale strumento restaurato il pubblico, con l'esecuzione di Antonín Dvořák, irto di difficoltà, ottenendo un significativo successo.
Un corrispondente straniero segnalò la vicenda a Gioacchino Pasqualini, presidente dell'Associazione nazionale liuteria artistica italiana con i più ampi elogi per il lavoro "più unico che raro" del Liutaio Tomassucci e per "l'esattezza e rapidità di esecuzione", con la preghiera di svolgere accertamenti sulla veridicità del fatto, e se affermativo, consegnare una somma di denaro da lui messa a disposizione anonimamente come gesto simbolico, cosa che puntualmente avvenne.
Un altro episodio analogo (riportato direttamente da Gioacchino Pasqualini) riporta la vicenda di un violoncello italiano antico che aveva il piano letteralmente fracassato; il Tomassucci in questa occasione riuscì a rendere invisibili anche le rotture trasversali dell'abete, cosa ritenuta quasi impossibile da tutti. Tale strumento esaminato da insigni liutai stranieri, come Hill di Londra e Pinot di Parigi, destò dapprima assoluta incredulità poi la più alta meraviglia e una profusione di sinceri elogi per l'esecutore del restauro.
In data 27 Dicembre 1962 venne insignito del titolo di Cavaliere "in considerazione di particolari meriti", iscritto nell'elenco dei Cavalieri al "n°132933 serie 1°".

## Pubblicazioni
Durante la permanenza a Spoleto Tomassucci, grazie alle sue doti di calligrafo, collaborò in campo editoriale con Claudio Argentieri nella realizzazione di una edizione di lusso de "I Fioretti di Sancto Francesco".
Tuttavia la sua unica pubblicazione ufficiale, avvenuta postuma nel 2011, è La Sublime Tragedia, una raccolta di esperienze vissute al fronte durante la prima guerra mondiale, con l'intento di "rinverdire la gloria di quei quattr'anni di triboli" da lui stesso vissuti appena ventenne coi Fanti d'Italia sul Carso, sull'Altipiano, sul Piave. Si impegnò quindi a fissare quelle "impressioni riportate da un giovane fante sulla linea di fuoco", "appena ne davano la possibilità gli ozi di trincea o i "turni di riposo", sempre prima, però, che dall'animo svanisse il phatos generato dalla commozione e dallo stupore".
Si hanno informazioni circa la stesura di un "ampio trattato sulla tecnica e restauro della liuteria", purtroppo mai pubblicato.